# HMS Superb (1907)
El HMS Superb (1907) fue un acorazado británico de la clase Bellerophon perteneciente a la Royal Navy. 
Fue ordenado bajo las estimaciones navales de 1906 con un coste total de 1 641 114 Libras. Aunque externamente, no existían grandes diferencias con su predecesor, el HMS Dreadnought, internamente, tanto el HMS Temeraire como sus gemelos tenían muchas mejoras, especialmente, en sus subdivisiones de los distintos mamparos estancos como protección contra ataques con torpedos, y un armamento secundario más pesado, que se creía que podría mantener a raya a los torpederos.

## Historial
Su construcción, se vio substancialmente retrasada por disputas laborales. Fue dado de alta en el servicio de la Royal Navy en la primera escuadra de batalla de la Home Fleet en la que permaneció hasta ser transferido a la cuarta escuadra en 1915. Sirvió como buque insignia de la tercera división junto al Iron Duke, al que substituyó como insignia, HMS Royal Oak y HMS Canada, fue el undécimo buque en la línea de la Batalla de Jutlandia, durante la cual, disparó 54 proyectiles de 305 mm, sin recibir daños. 
En 1918, fue destinado junto al HMS Temeraire al mediterráneo, donde fue buque insignia de la Flota del mediterráneo oriental, para luego, pasar también como insignia de las fuerzas navales británicas en el mar Negro. Bajo el mando del Almirante Somerset Gough-Calthorpe, entró en el puerto de Constantinopla en noviembre de 1918, al frente de la ocupación de Constantinopla. Retornó a Gran Bretaña en 1919, donde fue puesto en reserva. Fue dado de baja en 1920 y se le usó como objetivo, hasta que fue dado de baja y desguazado en 1922.